# Prosodes angulicollis
Prosodes angulicollis là một loài bọ cánh cứng trong họ Tenebrionidae. Loài này được Kraatz miêu tả khoa học năm 1888.